# Miralem Pjanić
Miralem Pjanić (pronúncia bósnia  [pjanitɕ]  pronúncia aproximada PIÂ-NITCH) (Tuzla, 2 de abril de 1990) é um futebolista bósnio que atua como volante. Atualmente está sem clube.

## Clubes

### Luxemburgo
Pjanić desenvolveu seu interesse pelo futebol através de seu pai. Seu primeiro clube na carreira fora o inexpressivo Schifflange, de Luxemburgo, onde chegou quando tinha apenas dez anos. Mesmo atuando num país tão inexpressivo em relação ao futebol, Pjanić acabaria chamando a atenção de olheiros de clubes de outros países.

### Metz e Lyon
Aos 14 anos de idade recebeu uma proposta para se transferir para o tradicional Metz, da França. Permaneceria durante três temporadas nas categorias de base do clube, quando recebeu suas primeiras oportunidades no time profissional.
Permaneceria no clube apenas na sua temporada de estreia profissional, quando, após boas atuações durante a temporada, chamou a atenção de outros clubes do futebol europeu, tendo acertado sua transferência para o Olympique Lyonnais. À época, o Lyon dominava o futebol francês, tendo conquistado os últimos sete campeonatos nacionais, além da Copa da França. Ironicamente, com a chegada de Pjanić, além do novo treinador, Claude Puel, o clube não conseguiria conquistar mais nenhuma título.
Em sua primeira temporada, acabaria sendo apenas um coadjuvante de Juninho Pernambucano, mas com a saída do mesmo, se tornaria uma peça fundamental no meio de campo do clube, sendo importante para o clube alcançar as semifinais da Liga dos Campeões da UEFA em sua segunda temporada no clube.

### Roma

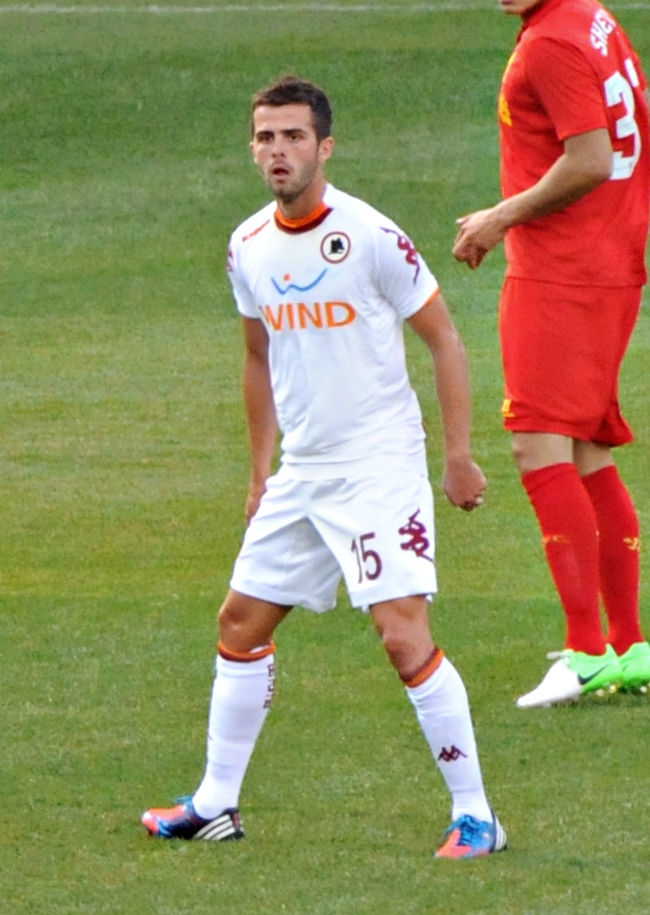
Miralem pela Roma, em 2012.

Transferiu-se para a Roma no dia 31 de agosto de 2011, firmando um contrato de quatro temporadas, com valores não revelados.
Sua estadia na Roma foi repleta de bons momentos individuais. Ele jogou na equipe italiana por 5 temporadas completas, e chegou a capitanear o clube uma vez: na 19ª rodada da Série A de 2014–15.
Paralelo a isso, o jogador conseguira bons prêmios individuais em sua passagem pela Roma. Lá, o jogador conseguiu conquistar o topo da lista de assistências da Série A em duas oportunidades, foi contemplado como Melhor Meio-Campista[carece de fontes?] e também este presente no time Ideal do Campeonato na sua temporada de debutante.

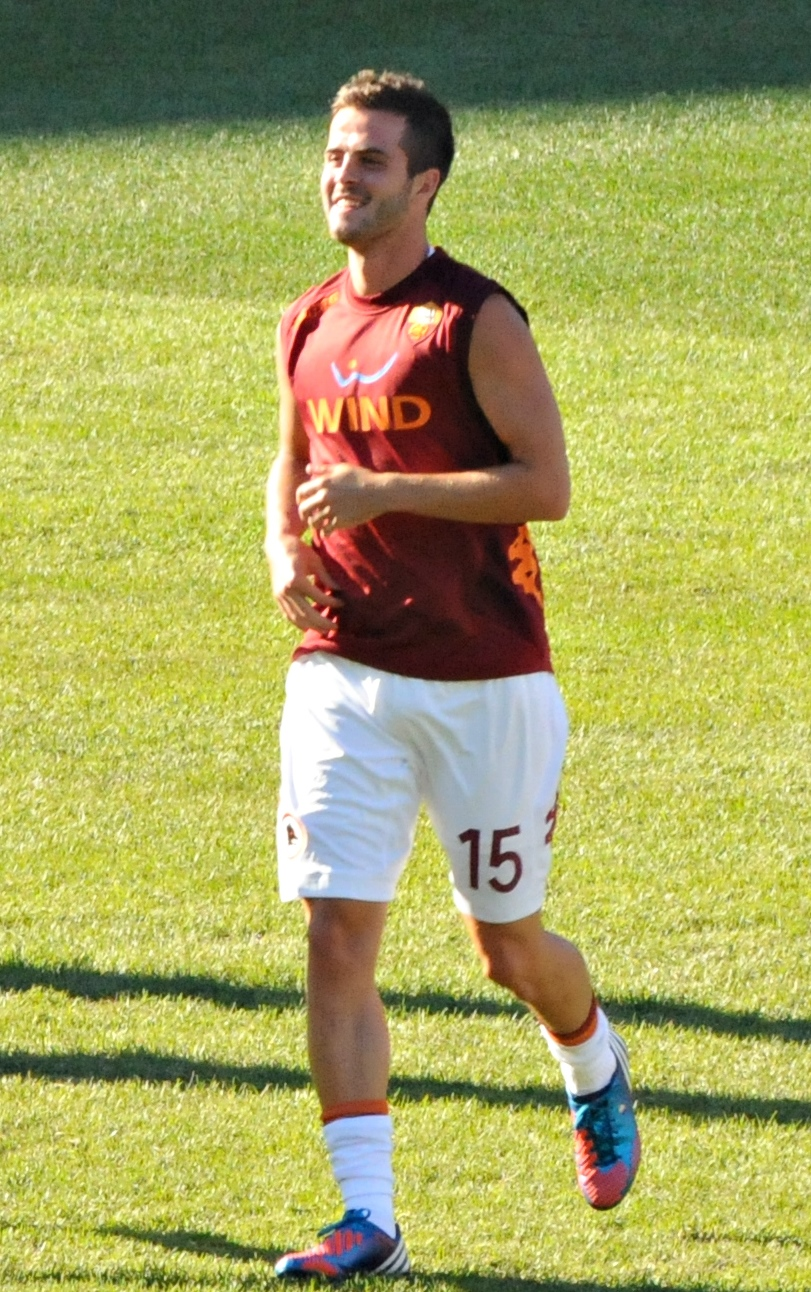
Miralem em treino pela Roma, em 2012.

Com tamanho destaque, o jogador conquistou o posto de um dos principais jogadores do elenco, sendo muito adorado por conta de suas campanhas consistentes no meio de campo, e muitos gols marcados, especialmente durante a época 2015–16, sua última com as cores da Roma.
Foi o batedor de faltas com o melhor aproveitamento da Europa entre 2013 e 2016. Sua exímia batida de falta fez com que o jogador fosse comparado a Juninho Pernambucano enquanto ainda atuava pelo Lyon. Ainda em sua passagem pela Roma, o jogador afirmou que o brasileiro havia sido "seu professor" no quesito de cobranças de faltas.
Ao final da temporada 2015–16, onde contribuiu diretamente com 22 gols (sendo 12 assistências), ele atraiu interesse de outra grande equipe italiana. Após aceitar mudar-se de time, sua idolatria dentro do time Romano foi ruindo. Os torcedores se manifestaram mostrando total descontentamento com o bósnio e o chamaram de Judas. O ídolo do clube, e colega de vestiário, Francesco Totti também mostrou indignação após a saída do médio e afirmou que "Jogadores modernos são como nômades. Eles seguem o dinheiro, não o coração."
Apesar de também ter recebido apoio de outros jogadores, que compreenderam a mudança dele, a imagem de Pjanić com a torcida ficou muito abalada. Ele deixou o time após 185 partidas, onde conseguiu ajudar com 30 gols, mas não conquistou nenhum título.

### Juventus

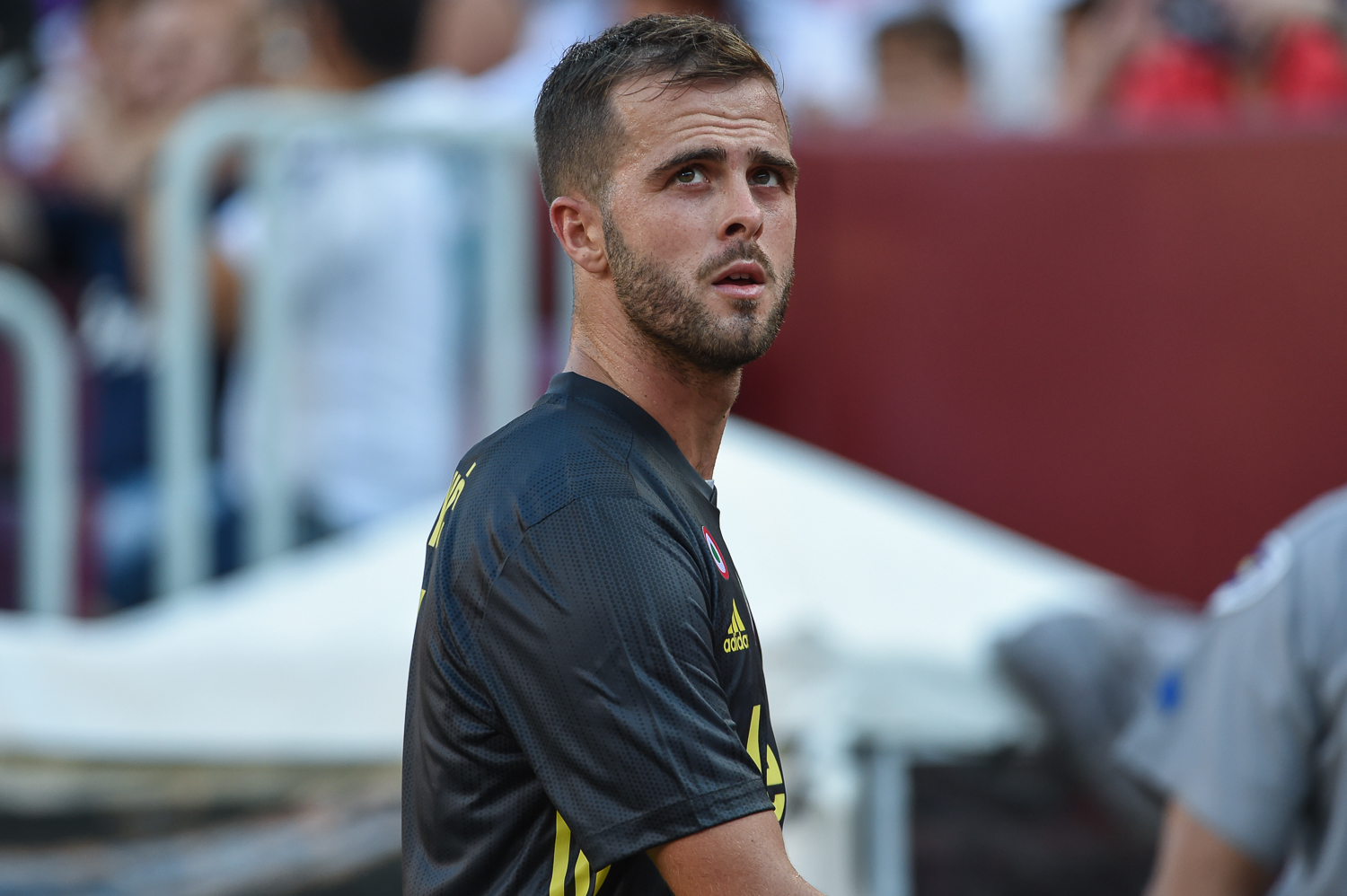
Pjanić atuando pela Juventus.

Em 13 de junho de 2016 foi contratado pela Juventus por trinta e dois milhões de euros com vínculo de cinco temporadas. Escolheu a camisa número cinco em homenagem ao seu ídolo Zinédine Zidane. Fez sua estreia com a camisa da Juventus em uma partida contra o Sassuolo, marcando um gol na vitória por 3 a 1.
Pela Velha Senhora, Miralem destacou-se bastante, tendo conquistado a maioria de seus títulos (7 ao todo).
Ele também esteve em campo com a Juve por 178 partidas e marcou época numa época vitoriosa do clube em solo italiano. Ele também esteve presente no vice-campeonato da Juventus na Liga dos Campeões de 2016–17.

### Barcelona

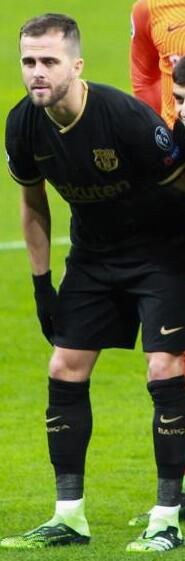
Pjanić pelo Barcelona em 2020.

No dia 28 de junho 2020, foi anunciado como reforço pelo Barcelona para a temporada 2020–21. O negócio que envolveu 60 milhões de euros e mais 5 milhões de euros em variáveis e também fez o time Culé ceder Arthur para equipe da Itália. O contrato é válido até 2024.
Com sua ida ao Barcelona, o meio-campista tornou-se um dos jogadores que atuaram ao lado de Cristiano Ronaldo e Messi. Futuramente, Miralem afirmou que preferiu jogar com o craque português (com quem dividiu 77 partidas pela Juventus), mas disse que se sente com sorte de ter jogado com ambos durante a carreira.
Na equipe da Catalunha, Miralem não conseguia conquistar espaço e teve de ser emprestado logo após terminar sua primeira temporada em solo espanhol. No time, o meio-campista conseguiu o título da Copa do Rei de 2020–21.
Em seus meses iniciais de Barcelona, Miralem reclamou publicamente das decisões de Ronald Koeman, treinador do time na época, de mantê-lo no banco de reservas. A insatisfação do jogador aumentou no decorrer da temporada e Pjanić teve uma transferência direcionada ao futebol turco.

### Beşiktaş (empréstimo)

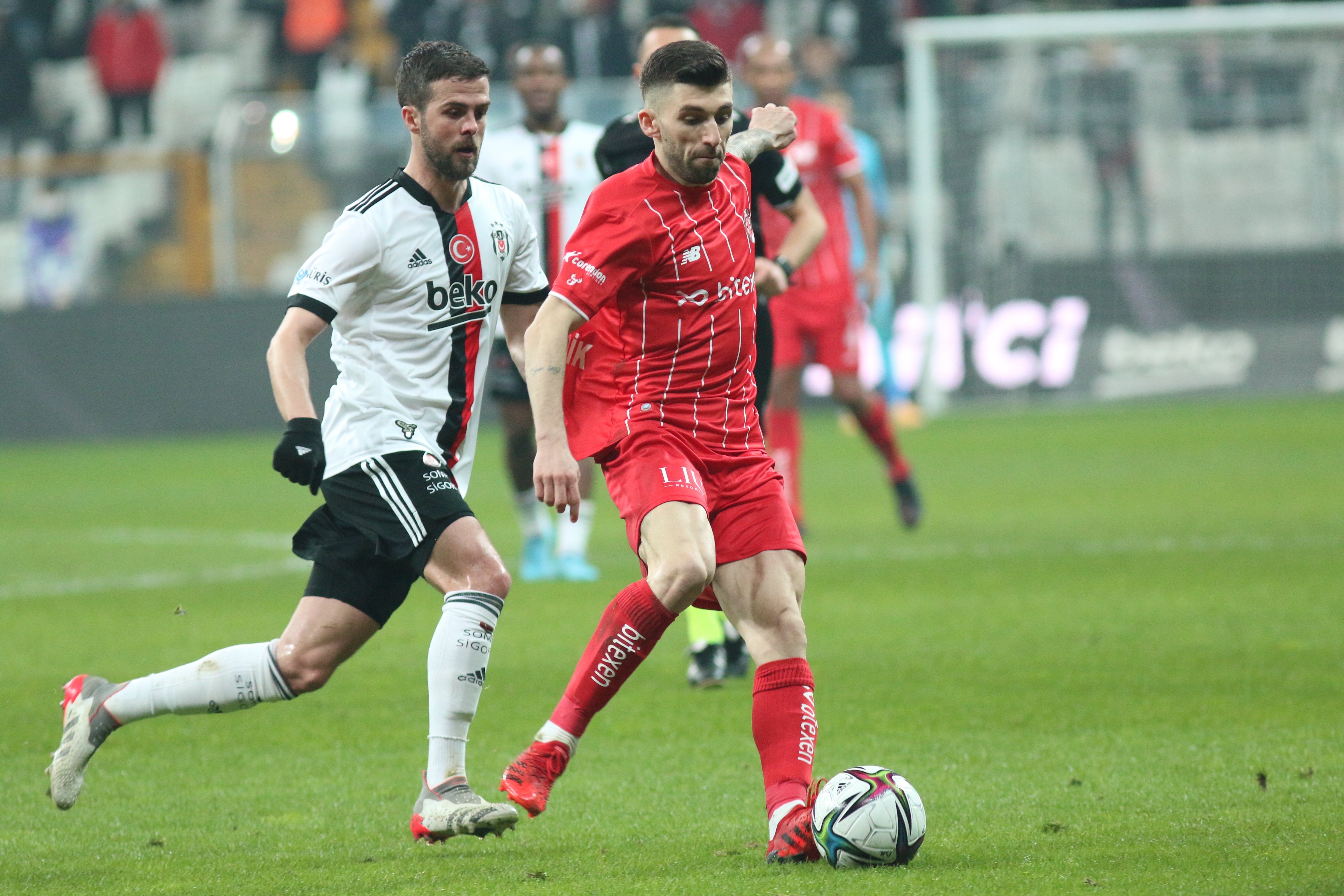
Pjanić (de branco) em 2022, pelo Beşiktaş.

Em 3 de setembro de 2021, o Beşiktaş anunciou sua contratação por empréstimo até o fim da temporada 2021–22.
Pjanić encerrou sua passagem no Beşiktaş, por onde entrou em campo 26 vezes e contribuiu com quatro assistências e no final da temporada retornou ao time culé.[carece de fontes?] Na equipe turca, o jogador sofreu com problemas relacionados a lesão e jogou menos jogos ainda do que em sua passagem pela La Liga. Antes mesmo de seu contrato de empréstimo ser encerrado, o jogador foi informado de que não seria comprado pelo clube.
No time, Miralem conseguiu conquistar a Supercopa da Turquia de 2021–22 em uma Disputa por pênaltis após empate em 1–1 no tempo normal.
Após retorno de empréstimo Beşiktaş e sem espaço no time blaugrana onde e efetuou 30 jogos deixou o time de Barcelona.[carece de fontes?]

### Sharjah
Em 7 de setembro de 2022, após ter chegado a um acordo rescindiu seu contrato com o Barcelona, e assinou pelo Sharjah dos Emirados Árabes Unidos por dois anos e mais um opcional.
No time Emiradense, o jogador conseguiu a camisa 10 e logo em sua primeira temporada conquistou três títulos: a Copa do Presidente, a Copa da Liga dos Emirados Árabes e a Supercopa dos Emirados Árabes Unidos.

### CSKA Moscovo
Em 26 de setembro de 2024, após o fechamento da janela de transferências, o atleta assinou com o CSKA de Moscovo por uma temporada, com opção de renovação por mais uma.

## Seleções Nacionais

### Luxemburgo
Como passou grande parte de sua infância e adolescência em Luxemburgo, Pjanić inicialmente defendeu a seleção local, tendo disputado quatro partidas e anotado cinco tentos na categoria sub-17, na qual também participou do campeonato na categoria, tendo anotado o único tento luxemburguês na competição e, também defendeu em três oportunidades (um gol) a categoria sub-19.

### Bósnia e Herzegovina

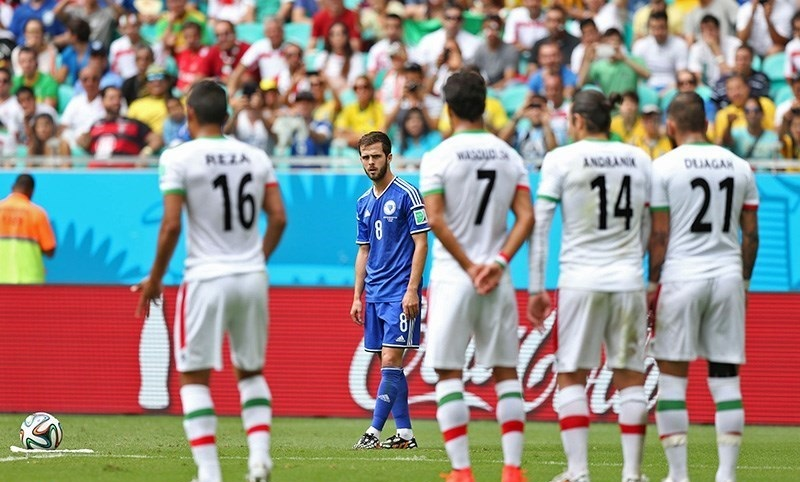
Miralem prestes a cobrar uma falta pela Seleção Bósnia na Copa de 2014.

Optou por defender a Bósnia e Herzegovina. Inicialmente, defendeu a categoria sub-21 em três oportunidades. Pela seleção principal estreou em 20 de outubro de 2008 em partida amistosa contra a Bulgária.
Foi titular na Copa do Mundo FIFA de 2014 e marcou um gol na última partida do país contra o Irã.

## Vida Pessoal
Pjanić nasceu dois anos antes da Guerra da Bósnia, e foi por causa dela que sua família decidiu deixar a Iugoslávia e se abrigar em Luxemburgo quando Miralem ainda era muito pequeno.
Seu pai foi um ex-jogador de futebol que atuava por equipes menores da Bósnia. No entanto, após se mudarem para Luxemburgo, seu pai precisou conciliar essa vida com a de um trabalhador de uma fábrica local.
O jogador demonstrou muita dedicação no esporte e em seus demais aprendizados. O jogador atualmente fala seis línguas: bósnio, inglês, francês, italiano, luxemburguês e alemão.[carece de fontes?]
O jogador também é adepto a religião islâmica, sendo um dos Bósnios muçulmanos mais famosos do seu tempo. Apesar disso, o jogador já causou polêmica em 2021, pois foi afastado de sua Seleção após ser flagrado fumando e bebendo. A religião dele não permite consumo de álcool.
Miralem é casado com Josepha Pjanić. Juntos, o casal tem dois filhos.

## Títulos

#### Juventus
- Campeonato Italiano: 2016–17, 2017–18, 2018–19, 2019–20[carece de fontes?]
- Copa da Itália: 2016–17, 2017–18[carece de fontes?]
- Supercopa da Itália: 2018[carece de fontes?]

#### Barcelona
- Copa do Rei: 2020–21[carece de fontes?]

#### Beşiktaş
- Supercopa da Turquia: 2021–22[carece de fontes?]

#### Sharjah
- Supercopa dos Emirados Árabes Unidos: 2023[carece de fontes?]
- UAE President Cup: 2022–23[carece de fontes?]
- Etisalat Emirates Cup: 2022–23[carece de fontes?]

### Prêmios individuais
- Jogador Bósnio do Ano: 2014[9]
- Melhor Meio-Campista da Série A: 2013–14
- Líder de Assistências na Série A: 2014–15, 2015–16
- Equipe ideal da Série A: 2015–16, 2016–17, 2017–18, 2018–19[9]
- Equipe ideal da UEFA Champions League: 2016–17[37]
- 70º melhor jogador do ano de 2016 (The Guardian)[38]
- 80º melhor jogador do ano de 2016 (Marca)[39]

### Marcas
- Gol mais Rápido da Série A: 2015–16 (2 minutos), 2017–18 (17 segundos, gol contra).